# 2017. szeptember 19-i mexikói földrengés
A 2017. szeptember 19-én Mexikó középső részén pusztító földrengés egy több száz áldozatot követelő természeti katasztrófa volt. Erőssége a Richter-skála szerint 7,1-es volt, epicentruma Puebla állam területén volt 57 km mélyen, a felszínen mérve Puebla városától 55, Mexikóvárostól körülbelül 100 km távolságra.

## Előzmények
2017. szeptember 7-én Mexikó déli partjaitól mintegy 140 -re az óceán alatt 8,2-es erősségű földrengés történt, amely közel 100 halottal járt, és jelentős károkat okozott Oaxaca, Chiapas és több szomszédos állam területén is. 13 nappal később a mexikóvárosi Zócalo téren Enrique Peña Nieto elnök részvételével zászlófelvonással egybekötött megemlékezést tartottak a rendkívül pusztító 1985-ös földrengésről, amely éppen szeptember 19-én történt, délelőtt 11-kor pedig Mexikóvárosban nagyszabású gyakorlatot tartottak, hogy mi a teendő földrengés esetén.

## A földrengés
A szeptember 19-i földrengés a megemlékezés napjának délutánján, közép-mexikói idő szerint 13 óra 14 perckor (magyar idő szerint este 19:14-kor) pattant ki. A legnagyobb károk Puebla államban, valamint Mexikóvárosban és környékén keletkeztek, de Morelos, Guerrero és Oaxaca államban is jelentkeztek. A kevesebb mint két hete történt másik földrengés és a sajtó által sokat hangoztatott dátumegybeesés az 1985-ös földrengéssel nagyban hozzájárult, hogy sokhelyütt hatalmas pánik alakult ki, az emberek, ahol tudtak, kitódultak az utcára.
Enrique Peña Nieto elnök a rengés pillanatában éppen Oaxacába tartott repülőn, de amikor megtudta a híreket, úgy döntött, visszatér Mexikóvárosba. Később bejelentette, hogy elsőszámú prioritásnak a romok alatt rekedt emberek kimentését és a sérültek orvosi ellátását tartja. Válságstáb ült össze, a főváros és az érintett államok kormányzói folyamatos kapcsolatot létesítettek egymással. Az elnök a megrongálódott kórházak kiürítését is elrendelte, és be kellett zárni a főváros nemzetközi repülőterét is, a járatokat Tolucába irányították át.
Az elnök szerdán három napos nemzeti gyászt rendelt el.

## Károk és áldozatok
2017. október 4-i adatok szerint a földrengés 369 életet követelt, közülük 228-an Mexikóvárosban, 74-en Morelosban, 45-en Puebla államban, 13-an México államban, 6-an Guerreróban vesztették életüket, egy személy pedig Oaxacában. Egy mexikóvárosi iskola, a Colegio Enrique Rébsamen összedőlése során 5 felnőtt mellett legalább 32 gyermek is életét vesztette. A földrengés áldozatai között egy spanyol állampolgár is volt.
Nieto bejelentése szerint a földrengés következtében a főváros 40%-ában, míg Morelos állam 60%-ában megszűnt az áramellátás. A CFE áramszolgáltató adatai szerint 3,8 millió embert érintettek az áramkimaradások.
A kezdeti hírek szerint Mexikóvárosban 20 épület összedőlt, emellett nagyon sok másik megrongálódott. Később 45 teljesen elpusztult épületről szóló hírek érkeztek. Ebben és a 12 nappal korábbi földrengésben mintegy 10 000 iskolaépület rongálódott meg, ebből 400-at teljesen újjá kellett építeni. A híres San Andrés Cholula-i piramis tetején álló templom toronysisakjai is ledőltek, valamint károk keletkeztek többek között az első hírek szerint az Azték Stadionban és a pueblai Cuauhtémoc Stadionban is. Ugyancsak összeomlott a fővárosi anyák emlékműve is. Az Azték Stadion megrongálódását azonban később cáfolták, mondván, hogy a rajta látható rés pont a földrengések elleni védekezésre szánt rezgéscsillapító rés.
A földrengés miatt más sportesemények mellett a mexikói labdarúgókupa éppen esedékes nyolcaddöntőit és a bajnokság 10. fordulóját is elhalasztották, valamint a Nemzetközi Paralimpiai Bizottság is úgy döntött, hogy a tervek szerint szeptember 30-án Mexikóvárosban kezdődő, mintegy 1400 résztvevősre tervezett úszó- és súlyemelő-világbajnokságot is későbbi időpontban rendezik meg.
A földrengésnek egy közvetett pozitív hatásáról is tudunk: a teopanzolcói azték régészeti lelőhelyen a földrengés okozta károk helyreállítása során fedeztek fel egy új, addig még nem ismert Tlalok-templomot, amely mintegy száz évvel régebbi, mint a korábban a térségben legrégebbinek hitt piramis.

## Mentés és segítség
A földrengés után számos szervezet és magánszemély szolidaritását fejezte ki, és sokan küldtek segítséget is. Az ENSZ közreműködésével több országból érkeztek speciális, a mentéshez használható felszerelések, és belföldről, a többi szövetségi államból is rengeteg felszerelés és ember érkezett. Donald Trump amerikai elnök a két ország közötti feszült politikai helyzet ellenére is Twitter-üzenetben fejezte ki együttérzését, egyben isten áldását kérve a mexikóvárosiakra. A földrengés károsultjaiért és a mexikói népért imádkozott Ferenc pápa is másnapi szokásos audienciáján.
Valamivel több mint 24 órával a rengés utánig több mint 50 embert sikerült élve kimenteni a romok közül, és több mint 1900-an részesültek orvosi ellátásban. Az áramszolgáltatás 95%-ban helyreállt, és a repülőtér is újra működni kezdett.
Szeptember 27-i becslés szerint a szeptemberi földrengések utáni újjáépítés költsége 38 milliárd mexikói peso.

## Utórengések
Helyi idő szerint szeptember 22. hajnali 5 óráig a földrengésnek 39 utórengését észlelték, a legerősebb a Richter skálán a 4-es fokozatot érte el.

## Képek

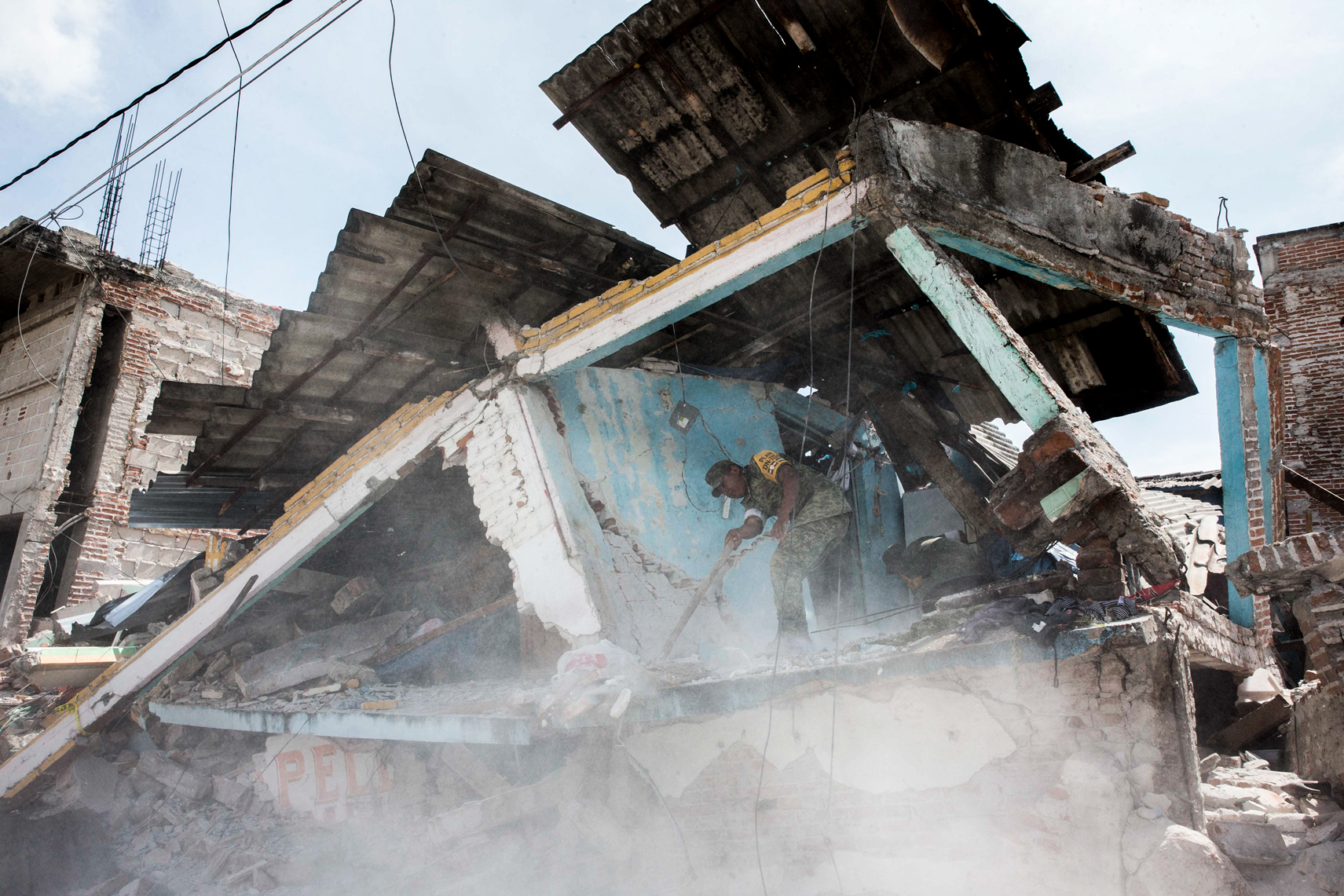
Összedőlt épület a [[Morelos (állam)|]]i Jojutlában
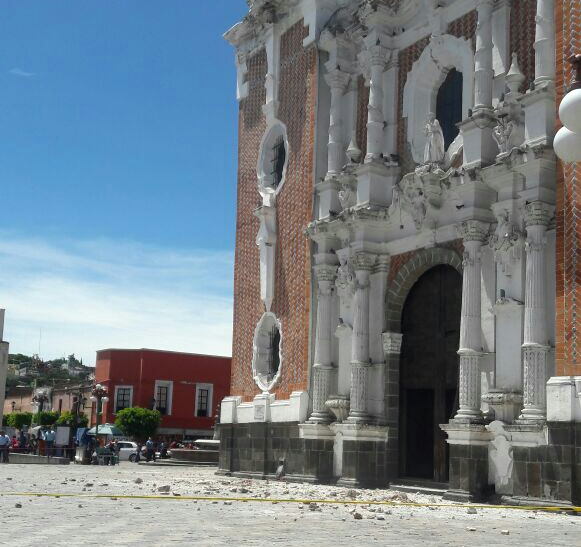
Megrongálódott templom Tlaxcalában
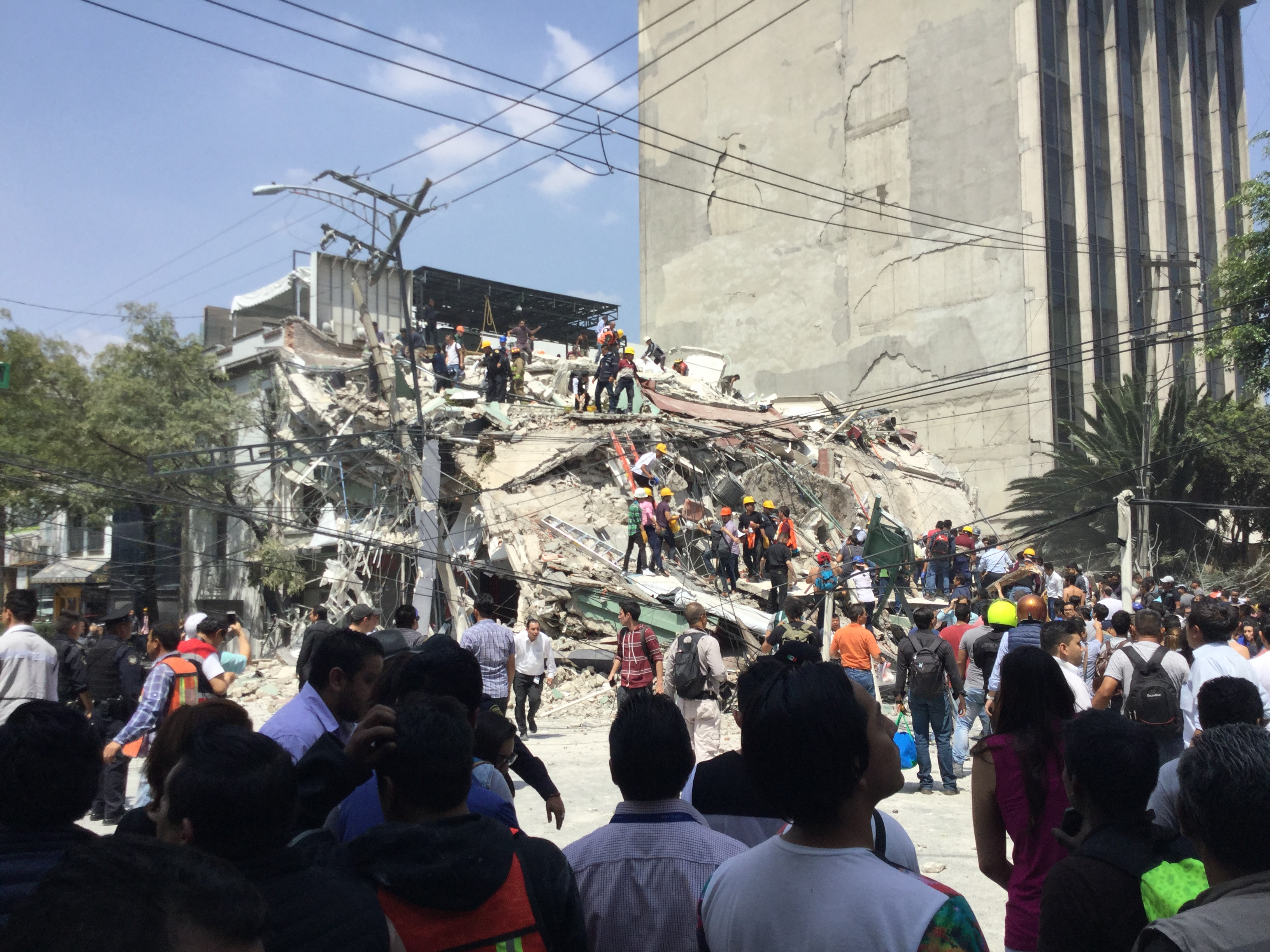
Mentési munkák Mexikóvárosban
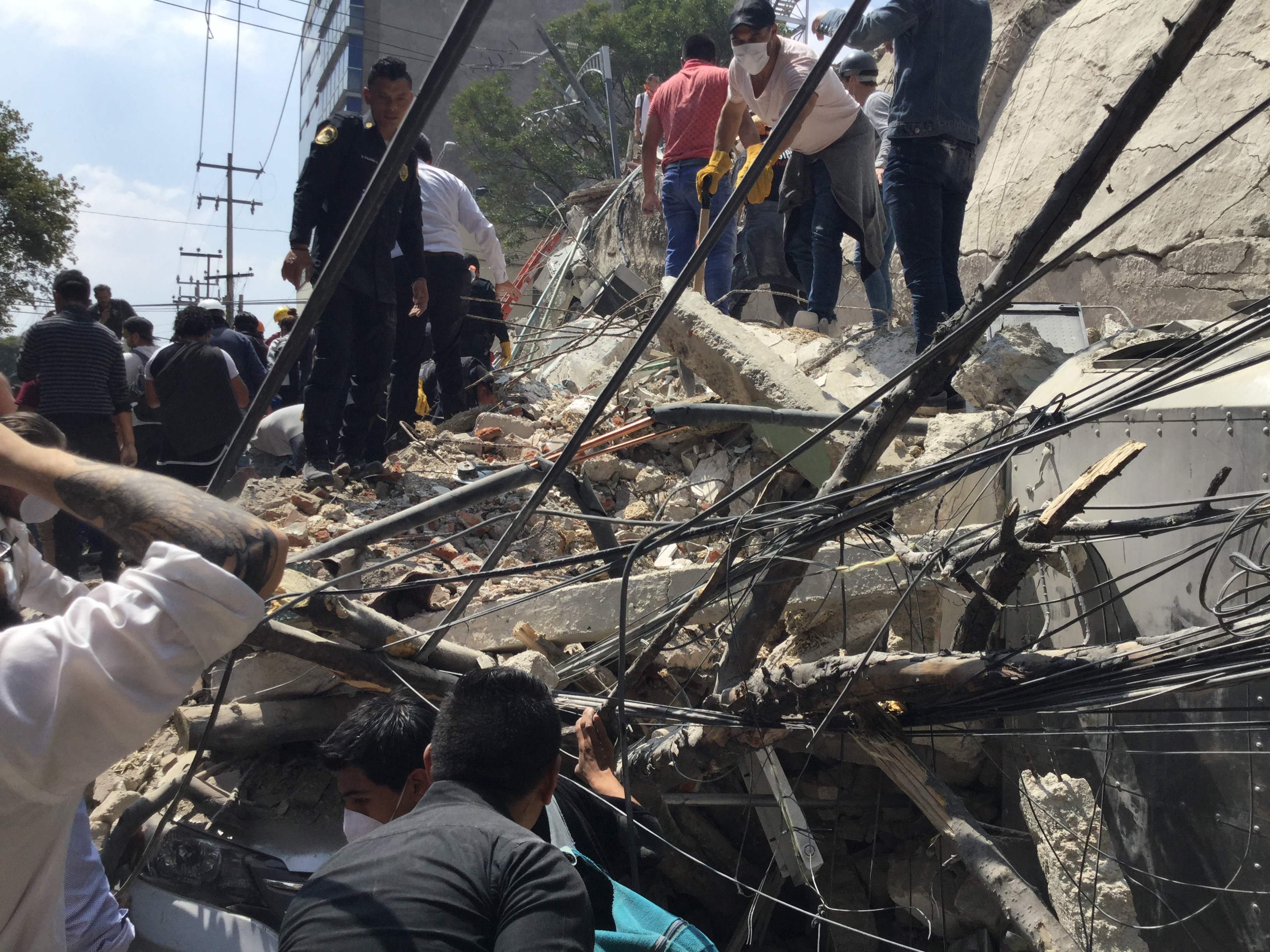
Mentési munkák Mexikóvárosban
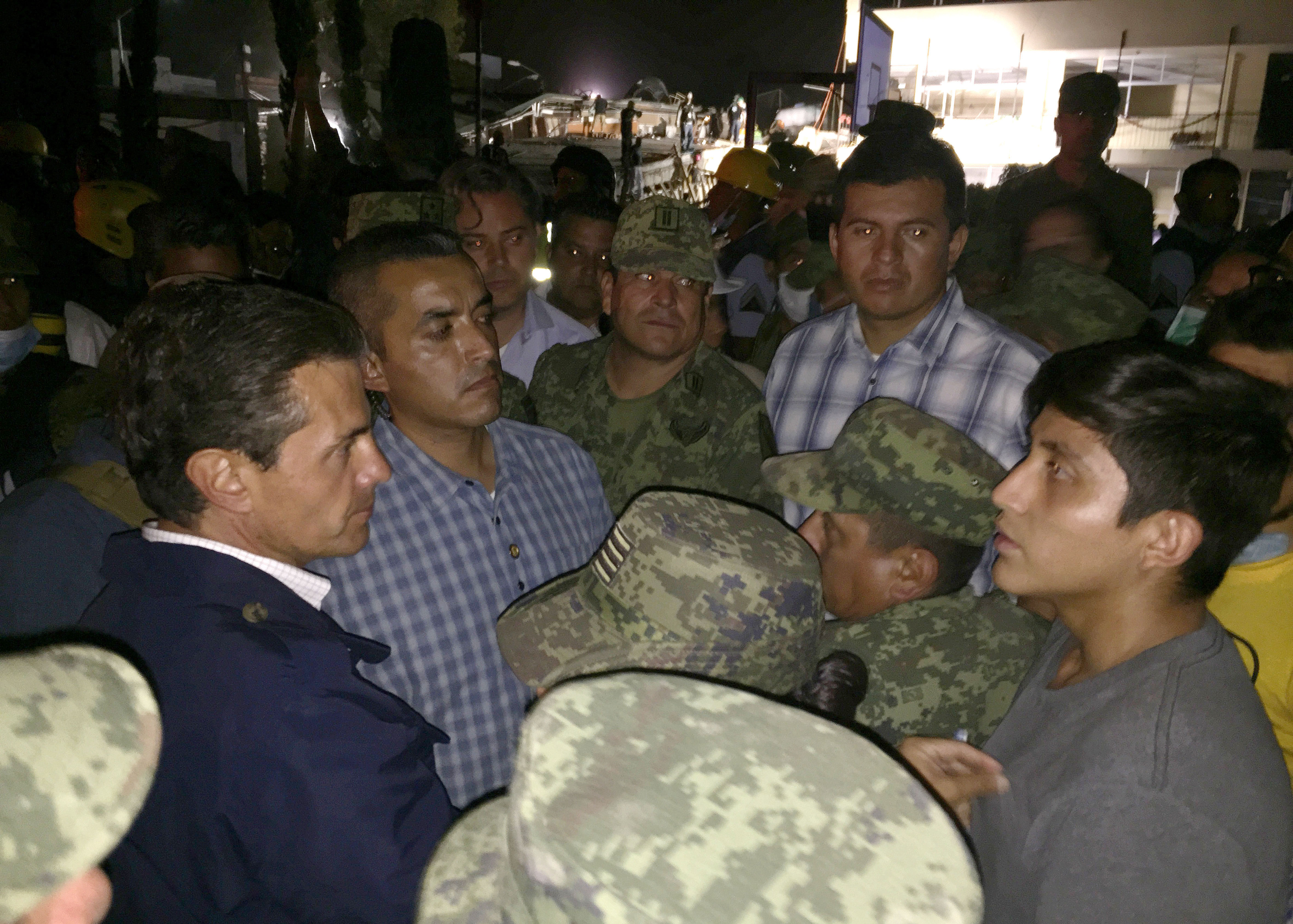
Enrique Peña Nieto elnök a helyszínen